# Brug 2275
Brug 2275 is een vaste brug in Amsterdam-Centrum.
Deze gecombineerde brug voor voetgangers en fietsers ligt in het verlengde van de IJ-Boulevard, De Ruijterkade en overspant de Westertoegang. De brug is bestemd voor dat verkeer dat geen gebruik meer mag maken van de iets zuidelijker gelegen Westertoegangsbrug. De verkeersstromen zijn hier afgelopen eeuw steeds aan veranderingen onderhevig geweest. In de 21e eeuw was een van de veroorzakers daarvan het Busstation IJsei aan de IJ-zijde van het Centraal Station Amsterdam. Door al die veranderingen kwamen oude bruggen steeds “verkeerd uit” en moesten vervangen worden. Brug 2275 werd in 2004/2005 gebouwd en is eigenlijk geheel van staal. Ze zorgt daarbij voor gescheiden verkeersstromen tussen langzaam verkeer (voetgangers en fietsers) en snel verkeer (gemotoriseerd). Hans van Heeswijk Architecten kwam met een brug met een boogconstructie om het uiterlijk van de brug de benadrukken. Bovendien voelen de gebruikers van de brug het klimmen en dalen. Het is daarbij een kleine tuibrug met voetpad aan de noordzijde en fietspad aan de zuidkant, verbonden door de tuien en een balk aan de uiteinden. Onder de tuiconstructie (de boog met kabels) is een doorkijk naar het water van de Westertoegang. De overspanning is ongeveer 30 meter lang. De overspanningen werden door middel van een drijvende bok tussen de betonnen nokken van de landhoofden gehangen. 
De brug werd gebouwd in opdracht van de Dienst Infrastuctuur en Verkeer van de gemeente Amsterdam. De brug heeft een zusje in de gedaante van brug 2274 over de Oostertoegang. 